# Dario Martin
Dario Martin (Pinerolo, Provincia de Turín, Italia, 19 de enero de 1903 - Pinerolo, Provincia de Turín, Italia, 21 de junio de 1952) fue un futbolista italiano. Se desempeñaba en la posición de centrocampista.

## Selección nacional
Fue internacional con la selección de fútbol de Italia en 2 ocasiones. Debutó el 24 de abril de 1927, en un encuentro amistoso ante la selección de Francia que finalizó con marcador de 3-3.

## Clubes
| Club           | País   | Año         |
| -------------- | ------ | ----------- |
| Torino F. C.   | Italia | 1920 - 1934 |
| Pinerolo F. C. | Italia | 1934 - 1937 |

## Palmarés

### Campeonatos nacionales
| Título  | Club         | País   | Año     |
| ------- | ------------ | ------ | ------- |
| Serie A | Torino F. C. | Italia | 1927-28 |